# Cinnamomum tomentulosum
Cinnamomum tomentulosum är en lagerväxtart som beskrevs av André Joseph Guillaume Henri Kostermans. Cinnamomum tomentulosum ingår i släktet Cinnamomum och familjen lagerväxter. Inga underarter finns listade i Catalogue of Life.